# Barbus foutensis
Barbus foutensis е вид лъчеперка от семейство Шаранови (Cyprinidae). Видът е уязвим и сериозно застрашен от изчезване.

## Разпространение
Разпространен е в Гвинея и Сиера Леоне.

## Описание
На дължина достигат до 9 cm.